# مسابقات فرمول یک فصل ۱۹۶۳
مسابقات فرمول یک فصل ۱۹۶۳ در سال ۱۹۶۳ میلادی برگزار شد. در این مسابقات جیم کلارک (به انگلیسی: Jim Clark) از تیم لوتوس و با خودروی کلایمکس به قهرمانی رسید وی که در آغاز مسابقه در خط ۷ قرار داشت، بهترین زمان خود را در دور ۶ به دست آورد و در مجموع صاحب ۵۴ امتیاز شد.